# Parque Natural de las Sierras de Tejeda
Parque Natural de las Sierras de Tejeda är ett naturreservat i Spanien.   Det ligger i provinsen Provincia de Málaga och regionen Andalusien, i den södra delen av landet, 400 km söder om huvudstaden Madrid.